# مارسيانا الموريطنية
مارسيانا الموريتانية (بالإنجليزية: Marciana of Mauretania) (توفيت 303 م) تبجل كشهيدة وقديسة. تقول الأسطورة أنها كانت عذراء من موريطانيا القيصرية (الآن الجزائر). اتهمت من جانب الإمبراطور ديوكلتيانوس بأنها حطمت تمثال الإلاهة ديانا. ألقيت مارسيانا إلى الوحوش البرية في مدرج القيصرية، تم تموتها من قبل الثور ونهشها النمر.